# リニアライナー
リニアライナー(Linear Liner)とは、タカラトミーが2015年から2017年まで生産・販売していたリニアモーターカー型鉄道玩具である。

## 概要
実際に磁力で浮上走行し、実車車輌をモデルにしたリニアモーターカー模型玩具である。このような製品は世界初とする報道もあるが、実際にはこれに先んじて1985年のつくば科学万博に際し会場内を走行したHSST-03形の電磁石と永久磁石により浮上走行する模型が日航商事より発売されている。リニアライナーの車輌は小型にデフォルメされている。「リニアライナー超電導リニアL0系スペシャルセット」は、「日本おもちゃ大賞2015 イノベイティブ・トイ部門 大賞」を受賞した。

## 仕組み
リニアライナーは車両に搭載した磁石およびコイルと、レールに取り付けられた磁石との反発によって非接触で浮上・走行する。高速磁気センサーが前方の円形磁石の磁力を感知し、コイルに電流が流れ磁界を発生させる。レールと車両の磁石同士の反発で推進力が発生し、車両が前進する。但し、磁石を浮上・走行に活用しているという共通点はあるが、これらの仕組みは超電導リニアとは異なる。実物の90分の1のサイズのため、実際のスピードは時速約6キロメートルで、90倍すると時速540キロメートルになる。スケールスピードが時速1000キロメートルを超えた例もある。

## 種類

### リニアライナー超電導リニアL0系スペシャルセット
- セット内容:「超電導リニアL0系」車両1個、コントロールステーション(充電兼用)1個、ストレートレール6本、 ハーフレール2本、カーブレール8本、橋脚23個、ストレートトンネル1個、カーブトンネル1個、陸橋1個、タカラトミーACアダプター「TYPE5U」1個、取扱説明書1個
- メーカー希望小売価格:35,000円

### リニアライナー専用ストレートレール
- セット内容:ストレートレール2本、橋脚3個
- メーカー希望小売価格:2,000円

### リニアライナー専用カーブレール
- セット内容:カーブレール4本、橋脚9個
- メーカー希望小売価格:4,000円